# Бобровка (Білоярський міський округ)
Бобро́вка (рос. Бобровка) — селище у складі Білоярського міського округу Свердловської області.
Населення — 39 осіб (2010, 52 у 2002).
Національний склад станом на 2002 рік: росіяни — 88 %.